# タイタス・クロウ・サーガ
『タイタス・クロウ・サーガ』とは、イギリスのホラー小説家ブライアン・ラムレイが1970年代から1980年代にかけて発表した小説シリーズ。全6作。日本では創元推理文庫から刊行されている。
短編集『タイタス・クロウの事件簿』　The Compleat Crow

①『地を穿つ魔』 The Burrowers Beneath

②『タイタス・クロウの帰還』 The Transition of Titus Crow

③『幻夢の時計』 The Clock of Dreams

④『風神の邪教』 Spawn oF the Winds

⑤『ボレアの妖月』In the Moons of Borea

⑥『旧神郷エリシア』Elysia:The Coming of Cthulhu

## 解説
ブライアン・ラムレイはイギリス軍・NATO軍の兵士として、欧州各地に派兵され勤務する傍ら、趣味で小説を書き始め、やがてアメリカのオーガスト・ダーレスに見いだされて作家デビューする。ラムレイはヒーローとしてタイタス・クロウを生み出し短編小説を何編か仕上げた。やがて彼を主役として、長編シリーズとして書いたものが、本サーガである。まず最初に短編『セメントに覆われたもの』を書き、まるごと組み込んで第1長編としたのが1974年の出来事。第5作までを軍人時代に書き上げ、1989年に全6作で完結に至った。
ダーレスが発展させたクトゥルフ神話を、独自のオカルトアクションエンターテインメントとして再構築した。1970年代の神話作品としてはエポックメイキングな作品で、全神話作品中でも屈指のボリューム。タイタス・クロウは短編ではまだホラーであったが、長編のサーガにてジャンルが完全に怪物退治のダークファンタジーと化した。
全6作ではあるが、他作品（始原の大陸ティームドラシリーズ、幻夢境シリーズ、各短編）との関連も大きく、合わせれば作品数は10を超える。幻夢境シリーズの長編3作は、タイタス⑤と⑥の間に書かれ、時系列としては③の後にあたり⑥に合流する。
日本では、東京創元社の創元推理文庫にて、短編集が2001年に刊行され、長編サーガが2006年から2017年にかけて順次刊行された。日本に入って来るまで30年かかり、翻訳開始から完結まで15年かかっている。関連する幻夢境シリーズは、2021年時点では長編第1作が日本語版刊行されている。
タイタスとアンリの関係性は、シャーロック・ホームズとジョン・H・ワトスンに形容される。タイタス・クロウのシリーズだが、特定の話ではクロウが全く登場しないことがあり、アンリの方が登場頻度がずっと高い。
ハワード・フィリップス・ラヴクラフトの作品群の未来の出来事に位置付けられている。旧神と邪神は同胞という設定で、旧神は人類の味方である。冷戦時代に執筆された作品であり、また作者自身が軍人だったことも影響して、核技術に着目しているという特徴がある。またアポロ計画にミスカトニック大学は関わっており、月でクトゥルーの幼体を発見した。
発表前に、作家同士のオフレコで、ブライアン・ラムレイとリン・カーターにはやり取りがあったようで、リン・カーターが創造したゾス三神を、ブライアン・ラムレイの方が先に発表していたということになっていることがわかっている。『タイタス・クロウの帰還』でのこと。クトゥルーの娘であるクティーラが初登場したとき、ゾス三神の妹と説明されるが、ゾス三神自体がそこで初出であった。

## 登場人物
タイタス・クロウ
①②③の主人公。オカルト探偵・邪神狩人。初登場作品は短編『黒の召喚者』。イギリス人。
アンリ-ローラン・ド・マリニー
①②③⑤の主人公。骨董商・記述者。タイタスの生涯の友。ラヴクラフトの人物の息子。フランス系を先祖に持つクレオールで、イギリス在住。
ハンク・シルバーハット
④⑤の主人公。テキサス出身のテレパス。
ウィンゲート・ピースリー教授
ミスカトニック大学教授。対邪神組織ウィルマース・ファウンデーションの長。ラヴクラフトの人物。アメリカ人。
ティアニア
タイタス側のヒロイン。クタニドの子孫。
アルマンドラ
ハンク側のヒロイン。ボレアの台地の女王。イタカの娘で、父神に抗い戦う。
モリーン
アンリ側のヒロイン。ボレアの妖月ヌミノスの出身。
デイヴィッド・ヒーロー
幻夢境シリーズの主人公の一人。⑥にて参戦。
エルディン
幻夢境シリーズの主人公の一人。⑥にて参戦。
クトゥルー
邪神の王。CCD（クトゥルー眷属邪神群）の盟主。ルルイエの主。
シャッド-メル
地を穿つ魔。グハーンの主。ラムレイの新たな邪神。
クティーラ
クトゥルーの秘められし姫。ラムレイの新たな邪神。
ナイアルラトホテップ
邪神たちのテレパシーの力。夢世界で実体化する。
イタカ
風の邪神。ボレアの主。
クタニド
旧神の王。エリシアの主。ラムレイの新たな旧神。

## タイタス・クロウの事件簿
1987年刊行の短編集。
最初の短編『黒の召喚者』が1967年8月に書かれ、それに先んじて『縛り首の木』『魔物の証明』が1970年に発表され、『黒の召喚者』を含む幾つかの短編が1971年に当表題短編集として刊行された。短編集『黒の召喚者』と『タイタス・クロウの事件簿』は収録作が異なる。
短編『ド・マリニーの掛け時計』に登場する大時計が、サーガで重要アイテムとなる。

## ①地を穿つ魔
1974年作品。過去作の短編『セメントに覆われたもの』『海が叫ぶ夜』がまるごと組み込まれている。
地を穿つ魔物が英国に侵攻し、ウィルマース財団と死闘が繰り広げられる。タイタスとアンリは財団に参加し、邪神と闘争する。大嵐でタイタスの館が倒壊し、2人は消息不明となる。

## ②タイタス・クロウの帰還
1975年作品。
10年間行方不明になっていたアンリが瀕死の状態で発見される。友の声に導かれ、タイタスも時空の旅から帰還する。タイタスは新たなボディを得て超人となっていた。財団はクティーラの抹殺を試みるも失敗し、報復攻撃によってアーカムとミスカトニック大学が壊滅する。

## ③幻夢の時計
1978年作品。夢の国編。過去作の短編『ダイラス＝リーンの災厄』がまるごと組み込まれている。 
囚われたタイタスを救うために、アンリは夢の国に向かう。クトゥルーの悪夢テレパシーが、夢の国を揺るがす。

## ④風神の邪教
1978年作品。ボレア編。
イタカ事件を調査するハンクは、イタカによって異世界ボレアに連れ去られる。ボレアでは、邪教徒とレジスタンスが対立をしていた。

## ⑤ボレアの妖月
1979年作品。ボレア編。アンリがハンクに合流する。

## ⑥旧神郷エリシア
1989年作品。完結編。

## 関連作品
- 斬魔大聖デモンベイン - タイタス・クロウは『斬魔大聖デモンベイン』の主人公大十字九郎の元ネタとなっている。デモンベインが出たころは、タイタス・クロウ・サーガはまだ日本語版翻訳が刊行されていなかった。
- プリスクスの墓 - ブライアン・ムーニイによる短編クトゥルフ神話。他作者がタイタス・クロウに関連させた作品の一例であり、また日本語翻訳されている。

## リンク
- 東京創元社